# Christiaan Scholtz
Christiaan Petrus Scholtz (Stutterheim, 22 ottobre 1970) è un ex rugbista a 15 sudafricano, già tre quarti centro campione del mondo 1995 con gli Springbok.

## Biografia
Proveniente dall'Università di Stellenbosch, fu ingaggiato dal Western Province, durante la cui militanza fu invitato dai Barbarians quale giocatore senza presenze internazionali.
Passato nel 1994 al Transvaal (oggi Golden Lions), vinse la Currie Cup del 1994 e fu chiamato in Nazionale sudafricana, per la quale esordì a Port Elizabeth contro l'Argentina; fece poi parte della squadra vincitrice alla Coppa del Mondo di rugby 1995 con tre presenze, le sue uniche partite internazionali a parte quella d'esordio.
Fu anche professionista nei Lions, la franchise provinciale di Super Rugby del Transvaal.
Dopo il ritiro si è dedicato con sua moglie al commercio di antichità e memorabilia con base a Johannesburg.

## Palmarès
- Coppe del mondo: 1
Sudafrica: 1995
- Currie Cup: 1
Transvaal: 1994